# Jérôme-Théodore Lingenheim
Jérôme-Théodore Lingenheim SMA (* 9. November 1906 in Hochstett, Elsass; † 3. Mai 1985 in Sokodé) war Bischof von Sokodé.

## Leben
Lingenheim trat der Gesellschaft der Afrikamissionen bei und empfing am 3. Januar 1932 die Priesterweihe. Papst Pius XII. ernannte ihn am 7. Juni 1946 zum Apostolischen Präfekten von Sokodé in Togo. 
Mit der Erhebung der Apostolischen Präfektur zum Bistum wurde Lingenheim am 4. Juli 1956 erster Bischof von Sokodé. Die Bischofsweihe spendete ihm am 28. Oktober desselben Jahres Jean-Julien Weber, Bischof von Straßburg. Mitkonsekratoren waren Hubert Joseph Paulissen, emeritierter Bischof von Kumasi, und Emile Durrheimer, Bischof von Katiola. Lingenheim nahm von 1962 bis 1965 am Zweiten Vatikanischen Konzil teil. Am 18. November 1964 nahm Papst Paul VI. sein Rücktrittsgesuch an und ernannte ihn zum Titularbischof von Thunudruma, was er bis zu seinem Tod 1985 blieb.